# Жосали (Аулієкольський район)
Жосали́ (каз. Жосалы) — село у складі Аулієкольського району Костанайської області Казахстану. Входить до складу Новоніжинського сільського округу.
Населення — 162 особи (2021; 230 у 2009, 319 у 1999, 393 у 1989).
До 2024 року село називалось Лаврентьєвка.